# Jerzy de Nisau
Jerzy de Nisau (ur. 20 lipca 1892, zm. po 1960) – polski dziennikarz, działacz polityczny, poeta i nauczyciel, członek Polskiej Organizacji Wojskowej (1916–1918), działacz Polskiej Partii Socjalistycznej, redaktor odpowiedzialny wydawanego przez PPS dziennika Robotnik (1921–1922), potem sympatyk endecji, w latach 30. współpracownik Polskiej Agencji Telegraficznej, w czasie okupacji niemieckiej redaktor kolaborującego z hitlerowcami dwutygodnika „Przełom” (1944–1945), od 1945 na emigracji we Francji.

## Życiorys
Był synem Feliksa Józefa de Nisau, kasjera, a przez pewien czas zastępcy dyrektora w cukrowni „Izabelin” w Glinojecku, i Wandy Izabeli Ignacy z Mieczkowskich. Miał trzech braci, w tym Bohdana i Tadeusza, żołnierza I Brygady Legionów i powstańca śląskiego.
Został nauczycielem. Podjął pracę w Szkole Handlowej, przekształconej następnie w Państwowe Gimnazjum im. Stanisława Wyspiańskiego w Mławie. Około lat 1916–1918 włączył się w struktury działającej w szkole  tajnej, niepodległościowej Polskiej Organizacji Wojskowej.
W 1920 był redaktorem odpowiedzialnym Bulletin Polonais, francuskojęzycznego tygodnika informującego o życiu ekonomicznym, politycznym i intelektualnym Polski. Został członkiem Frakcji Rewolucyjnej Polskiej Partii Socjalistycznej. W 1920, w czasie wojny polsko-bolszewickiej był kierownikiem prac generalnego sekretariatu sekcji wojennej PPS. Od 8 listopada 1921 do 15 października 1922 był redaktorem odpowiedzialnym pisma Robotnik, organu prasowego PPS.
Po 1923 przeszedł na pozycje endeckie. W 1926 opublikował w Myśli Narodowej artykuł, w  którym zreinterpretował zasadę solidaryzmu w duchu antykapitalistycznym i wezwał do „rewolucji narodowej”, mającej obalić „państwo  liberalne”. Twierdził, że „postęp społeczny (...) stanowi warunek moralnej i materjalnej potęgi narodu, a przez to (...) nacjonalizmu”.
W latach 30. współpracował z Polską Agencją Telegraficzną. W kwietniu 1932 jako jej przedstawiciel uczestniczył w zebraniu organizacyjnym Oddziału Polskiego Międzynarodowego Stowarzyszenia Ochrony Własności Przemysłowej, gdzie wnioskował o zajęcie się przez oddział ochroną prawną informacji prasowych, w ocenie jego mocodawcy wówczas niedostateczną. Był redaktorem wydanego w 1938 Biuletynu giełdowego Polskiej Agencji Telegraficznej.
W czasie okupacji niemieckiej Jerzy de Nisau został członkiem redakcji wydawanego od kwietnia 1944, polskojęzycznego dwutygodnika „Przełom”. Pismo nawoływało do współpracy z III Rzeszą w walce przeciw Związkowi Radzieckiemu, przy „konieczności obrony Europy przed bolszewizmem” (osoby zaangażowane w wydawanie „Przełomu” były określane niekiedy jako kolaboranci, choć sami uznawali się za polskich patriotów, których postawa jest najbardziej realistyczna wobec istniejącej sytuacji wojennej; prezentowali wartości pacyfistyczne i postulowali federalizacją europejską). W 1944, w dziesiątym numerze „Przełomu”, Jerzy de Nisau wydrukował dramat Sen nocy listopadowej. Quasi una fantasia. Również na łamach „Przełomu” ukazały się fragmenty jego nieopublikowanej książki O polityce, w których Jerzy de Nisau opisywał system polityczny pożądany w czasach powojennych, mający opierać się na zasadach samorządowości, demokracji bezpośredniej, kierownictwa naukowego (opartego na wiedzy naukowej) oraz jednostkowego kierownictwa i odpowiedzialności.
W związku z postępowaniem frontu i zbliżającym się wkroczeniem Armii Czerwonej, najprawdopodobniej w styczniu 1945 ewakuował się z Krakowa, gdzie mieściła się redakcja „Przełomu”. Wkrótce potem, wraz z innymi redaktorami „Przełomu”: Janem Emilem Skiwskim i Feliksem Burdeckim, przebywał w Austrii, co potwierdza zapis w dzienniku Hansa Franka z 12 lutego 1945.
Jerzy de Nisau resztę życia spędził na emigracji we Francji. Opublikował tam w Instytucie Literackim trzy tomy poezji (w języku polskim i francuskim). W 1959 dwukrotnie publikował wiersze na łamach Wiarusa Polskiego Niezależnego, pisma polonijnego wydawanego w Lille. Korespondował z Jędrzejem Giertychem. W latach 60. przebywał jako pensjonariusz w Domu Spokojnej Starości Polskiego Funduszu Humanitarnego w Lailly-en-Val. W czerwcu 1949 sąd Polski ludowej w pokazowym procesie skazał zaocznie redaktorów „Przełomu” na karę dożywotniego pozbawienia wolności, utratę praw publicznych i obywatelskich oraz przepadek mienia.

## Twórczość poetycka
- Trzy Poezje (Trois poèmes), 1953[18]
- Przypływy i odpływy, 1955[19]
- Romantyka, 1956[20]